# Ebebiyín
Ebebiyín är en stad i provinsen Kié-Ntem i Ekvatorialguinea. Staden hade 8 075 invånare år 1994.